# Paul Hofmann
Paul Hofmann, född 26 november 1880 i Berlin, död där 7 mars 1947, var en tysk filosof.
Paul Hofmann, som var lärjunge till Benno Erdmann och Wilhelm Dilthey, blev privatdocent vid Berlins universitet 1914 och extra ordinarie professor där 1922. Hofmann förkastade metafysiken och anvisade åt filosofin uppgiften att vara "meningsuppklarande" i motsats till fackvetenskaperna såsom sakförklarande. Meningen ligger omedelbart i alla former av upplevelse, och genom självbesinning skall filosofin formulera alla upplevandets meningsmöjligheter och uttrycka dem i alltmer adekvata objektiva symboler. Bland Hofmanns skrifter märks Die antithetische Struktur des Bewusstseins (194), Die Antinomie im Problem der Gültigkeit (1921), Das Verstehen von Sinn und seine Allgemeingültigkeit (1929), Metaphysik oder verstehende Sinn-Wissenscheft? (i Kantstudien, 1929) och Sinn und Geschichte (1937, huvudarbete).